# Trididemnum lapidosum
Trididemnum lapidosum är en sjöpungsart som beskrevs av Kott 200. Trididemnum lapidosum ingår i släktet Trididemnum och familjen Didemnidae. Inga underarter finns listade i Catalogue of Life.